# Obrzękowcowate
Obrzękowcowate (Physalacriaceae Corner) – rodzina grzybów znajdująca się w rzędzie pieczarkowców (Agaricales).

## Systematyka
Według aktualizowanej klasyfikacji Index Fungorum bazującej na Dictionary of the Fungi do rodziny tej należą rodzaje:
- Anastrophella E. Horak & Desjardin 1994
- Armillaria (Fr.) Staude 1857 – opieńka
- Cibaomyces Zhu L. Yang, Y.J. Hao & J. Qin 2014
- Cribbea A.H. Sm. & D.A. Reid 1962
- Cryptomarasmius T.S. Jenkinson & Desjardin 2014
- Cylindrobasidium Jülich 1974 – powłoczniczek
- Cyptotrama Singer 1960
- Dactylosporina (Clémençon) Dörfelt 1985
- Desarmillaria (Herink) R.A. Koch & Aime 2017 – podopieńka
- Epicnaphus Singer 1960
- Flammulina P. Karst. 1891 – płomiennica, zimówka
- Gloiocephala Massee 1892
- Guyanagaster T.W. Henkel, M.E. Sm. & Aime 2010
- Hymenopellis R.H. Petersen 2010 - błonoskórek
- Laccariopsis Vizzini 2013
- Manuripia Singer 1960
- Mucidula Pat. 1887
- Mycaureola Maire & Chemin 1922
- Mycotribulus Nag Raj & W.B. Kendr. 1970
- Naiadolina Redhead, H. Labbé & Ginns 2013
- Oudemansiella Speg. 1881 – monetka
- Paraxerula R.H. Petersen 2010
- Physalacria Peck 1882
- Ponticulomyces R.H. Petersen 2010
- Protoxerula R.H. Petersen 2010
- Rhizomarasmius R.H. Petersen 2000
- Rhodotus Maire 1926 – żyłkowiec
- Strobilurus Singer 1962 – szyszkówka
- Xerula Maire 1933[2] – pieniążkówka.

Polskie nazwy na podstawie pracy Władysława Wojewody z 2003 r.